# Eesti tippmodell
"Eesti tippmodell" è un reality show trasmesso in Estonia, ed è la versione baltica del format statunitense "America's Next Top Model".

La prima serie è andata in onda dal 5 marzo al 5 giugno 2012, condotta dalla modella estone Kaja Wunder, la quale vestiva anche i panni di giudice, affiancata da altri volti noti dello spettacolo locale: Margit Jõgger, Toomas Volkmann e Arne Niit; la seconda stagione, iniziata il 14 ottobre 2013 e conclusasi il 13 gennaio 2014, ha visto al timone del programma e della giuria la modella Liisi Eesmaa, affiancata dal riconfermato Volkmann e da una new entry, l'esperto di moda Urmas Väljaots.

Ogni settimana le concorrenti affrontavano casting e servizi fotografici; al termine di questi, in studio, ogni concorrente era giudicata in base alla performance dell'intera settimana. Quindi i giudici stilavano una classifica, con la quale le ragazze venivano a sapere chi passasse al prossimo turno e chi no; la prima classificata aveva diritto a dei premi, mentre le ultime due finivano nuovamente davanti alla conduttrice per la decisione finale, nella quale una era eliminata (solamente in un'occasione, alla fine del 4º episodio della prima stagione, le due ragazze al ballottaggio vennero entrambe eliminate).

La vincitrice della prima edizione è stata la quindicenne Helina Metsik, da Pärnu; la seconda ha visto vincere la diciottenne Sandra Ude da Tallinn.

Dal 4 dicembre 2014 al 12 marzo 2015 è andata in onda la terza serie dello show, con lo stesso identico cast della giuria precedente (Eesmaa, Volkmann e Väljaots), ma con un'importante novità: tra i concorrenti erano presenti anche alcuni ragazzi. Stessa giuria e stessa formula anche per la quarta edizione, andata in onda dal 14 dicembre 2015 al 29 febbraio 2016.

## Edizioni
| Edizione | Data d'inizio    | Vincitrice    | Seconda/e/i classificata/e/i                             | Altre concorrenti | Numero di concorrenti | Destinazione internazionale |
| -------- | ---------------- | ------------- | -------------------------------------------------------- | --- | --------------------- | --------------------------- |
| 1        | 5 marzo 2012     | Helina Metsik | Ksenia "Xena" Vassiljeva                                 | Kerli Sabbal, Anne-Lys Kuuldma-Pärisalu, Gerli-Kai Sosaar, Aleksandra Cherdakova, Anita Tumaš, Evelin Orav, Mari Naujokas, Ksenia Viksne, Adeline Vaher-Vahter, Lisann Luik, Keiu Simm (ritirata), Triinu Lääne | 14                    | Londra                      |
| 2        | 14 ottobre 2013  | Sandra Ude    | Kristine Smirnova & Monika Hatto                         | Egle Hindrikson, Kelly Illak, Maria Raja, Gerttu Pajusalu, Grete Kinter, Kristiina-Liisa Rätto, Arina "Arni" Oštšepkova, Kairi Eliaser, Olga Krõlova                                                            | 12                    | Stoccolma                   |
| 3        | 4 dicembre 2014  | Aule Õun      | Ekaterina "Katja" Bulgarina, Hendrik Adler e Liise Hanni | Hanna-Maria Sell, Kristina Trees, Mona Kattel, Hristina Parimskaja, Stefani Kask, Kevin Sarapuu, Sandro Pullakbutu, Gerili Narusing                                                                             | 12                    | Milano                      |
| 4        | 14 dicembre 2015 | Kätlin Hallik | German Pinelis                                           | Maria Bounty, Diana Harpova (squalificata), Taavet Suurmõts & Liina Ilves, Joosep Padu, Kristjan Sõrg, Rait Nöör & Alice Philips, Helena Pertens, Anastassia Bubnilkina, Antonio Kass, Evelina Säkk             | 14                    | Nessuna                     |